# Filiolus alenkae
Filiolus alenkae är en tvåvingeart som beskrevs av Pavel Lehr 1995. Filiolus alenkae ingår i släktet Filiolus och familjen rovflugor.
Artens utbredningsområde är Kazakstan. Inga underarter finns listade i Catalogue of Life.